# زیردریایی ال-۲۲

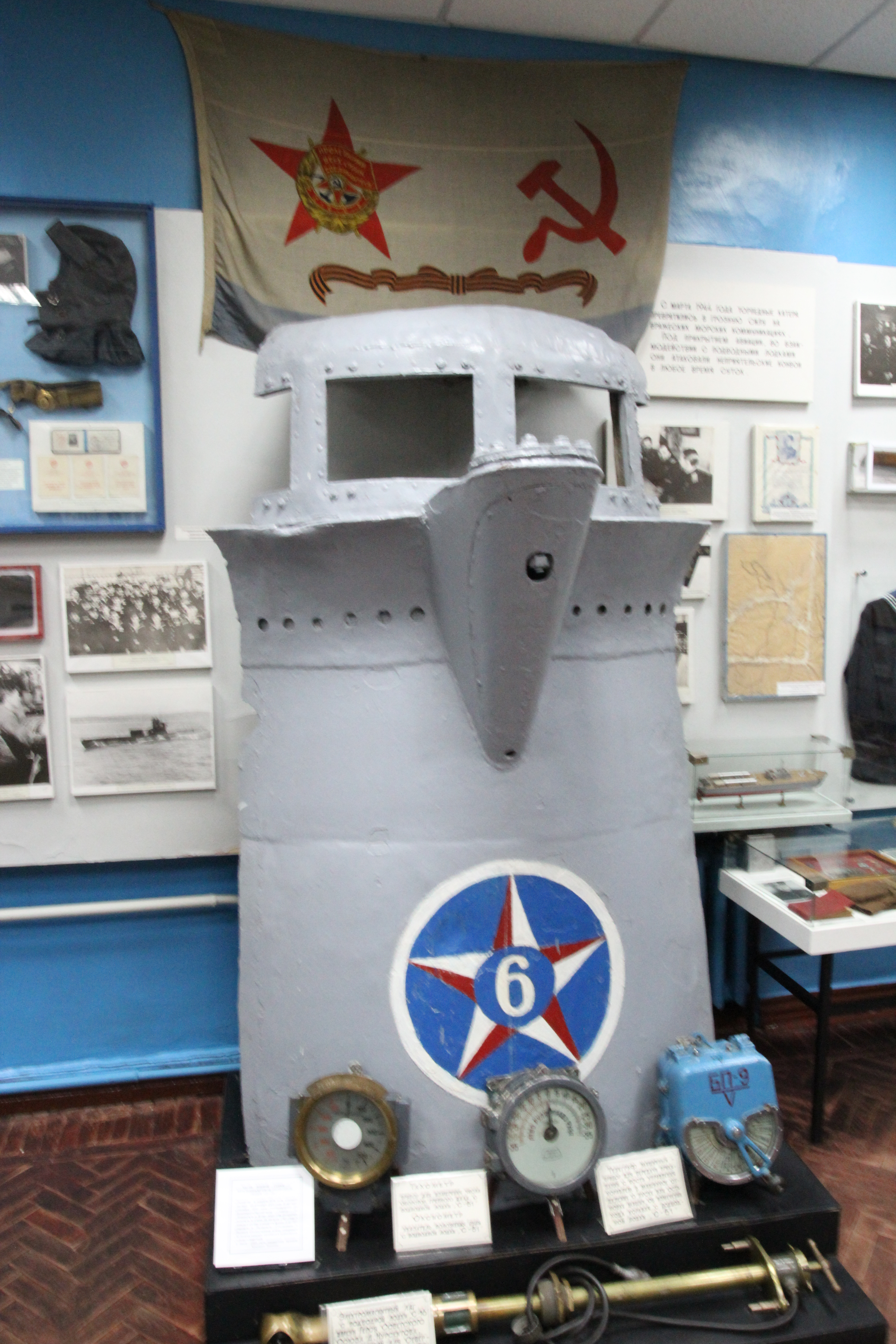
ال۲۲ یک زیر دریایی متور

زیردریایی ال-۲۲ (به انگلیسی: Soviet submarine L-22) یک زیردریایی بود که طول آن  ۸۵٫۳ متر (۲۷۹ فوت ۱۰ اینچ) بود. این زیردریایی  در سال ۱۹۳۹ ساخته شد.